# Kadiluwih
Kadiluwih is een bestuurslaag in het regentschap Magelang van de provincie Midden-Java, Indonesië. Kadiluwih telt 2629 inwoners (volkstelling 2010).